# Reprezentacja Erytrei w piłce siatkowej kobiet
Reprezentacja Erytrei w piłce siatkowej kobiet to narodowa reprezentacja tego kraju, reprezentująca go na arenie międzynarodowej.

## Mistrzostwa Afryki
Drużyna jeszcze nigdy nie wystąpiła na Mistrzostwach Afryki.